# Lacanobia canadensis
Lacanobia canadensis là một loài bướm đêm trong họ Noctuidae.